# Timothée Kolodziejczak
Pour les articles homonymes, voir Kolodziejczak.
Timothée Kolodziejczak, également connu sous le diminutif de Kolo, né le 1er octobre 1991 à Avion, est un footballeur franco-polonais. Il évolue actuellement au poste de défenseur central et défenseur latéral au Paris FC.

## Carrière

### Carrière en club
D'ascendance française (martiniquaise) par sa mère et polonaise par son père, Timothée Kolodziejczak commence sa carrière au RC Lens, où il intègre année après année les différentes équipes de jeunes. Déjà repéré par différents grands club européens, dont Manchester United, Lens propose au joueur un contrat professionnel de cinq ans. Le défenseur refuse cette offre.

#### Olympique lyonnais
Quelques jours plus tard, « Kolo » rejoint sous la forme d'un prêt avec option d'achat l'Olympique lyonnais, pour à l'origine doubler le poste de Fabio Grosso. La levée d'option est fixée à trois millions d'euros.
Le 22 novembre 2008, en raison de l'absence de plusieurs cadres, il intègre le groupe professionnel emmené à Paris. À la 12e minute de jeu, Anthony Réveillère se blesse gravement, victime d'une rupture du ligament croisé. Seul latéral sur le banc des remplaçants, il entre en jeu et dispute le premier match officiel de sa carrière en Ligue 1.
Le 14 septembre 2010, il est titularisé pour la première fois en Ligue des champions, face à Schalke 04 avec une victoire 1-0.

#### OGC Nice
Le 26 juin 2012, il signe à l'OGC Nice pour un contrat de quatre ans.

#### Séville FC
En août 2014, il signe en Espagne au Séville FC où il est recruté pour évoluer au poste d'axial gauche. Le montant du transfert est estimé à 4 millions d'euros. En concurrence avec Nicolás Pareja et Daniel Carriço, il est peu utilisé durant la première partie de saison avant de gagner sa place de titulaire à partir de la trêve hivernale. Le 27 mai 2015, titulaire lors de la finale, il remporte sa première coupe européenne, la Ligue Europa, et termine à la cinquième place de la Liga avec le club andalou.

#### Tigres UANL
Après peu d'activité avec le Borussia Mönchengladbach, le 5 septembre 2017, "Kolo" arrive à Monterrey pour effectuer les examens médicaux et rejoindre le club Tigres UANL de Liga MX, avec l'attaquant français André-Pierre Gignac.

#### Prêt et transfert à l'AS Saint-Étienne
Le 1er août 2018, il est prêté à l'AS Saint-Étienne pour un an avec option d'achat, après avoir passé la visite médicale la veille. Il inscrit son premier but avec les Verts à l'occasion de la sixième journée de Ligue 1, lors de la victoire 2 buts à 1 face à Caen.
Lors du mercato 2019, après deux mois de discussion, il est à nouveau prêté le 21 août 2019 à l'AS Saint-Étienne pour une seconde saison. Cette fois ci, le prêt est accompagné d'une option d'achat qui s'élève à 4,5 millions d'euros.

#### Nouveau départ au Paris FC
Le 6 septembre 2023, le joueur signe libre au Paris FC pour deux ans, ou il devient le capitaine pour la saison 2024-2025 après le départ de Cyril Mandouki. Il participe à la montée du club en Ligue 1, jouant 32 matchs (pour deux buts inscrits).

### En sélection
Kolodziejczak dispute en 2008 le Championnat d'Europe des moins de 17 ans. Titulaire lors des cinq matchs du tournoi, il inscrit même le but égalisateur en demi-finale face à la Turquie. Lors de la séance des tirs au but, il transforme son pénalty, qui permet à la France d'accéder à la finale. Cependant, il ne peut rien face à l'armada espagnole, victorieuse 4-0.
Pour la reprise de la saison, il passe dans la catégorie des moins de 18 ans, sous les ordres de Francis Smerecki. Celui-ci estime « qu'il doit encore gagner en régularité, en justesse, et travailler sur le plan offensif ».
En août 2011, Timothée Kolodziejczak participe en tant que titulaire à la Coupe du monde des moins de 20 ans, où l'équipe de France parvient à se qualifier pour la demi-finale, contre le Portugal.
En août 2009, il déclare au quotidien polonais Fakt que « jouer pour la Pologne est une perspective tentante »,.

## Style, caractéristiques
Joueur gaucher, Kolodziejczak est défenseur et peut jouer au poste d'arrière central ou de latéral gauche.

## Statistiques
| Saison                | Club                     | Championnat           | Championnat | Championnat | Coupe nationale | Coupe nationale | Coupe de la Ligue | Coupe de la Ligue | Supercoupe | Supercoupe | Compétition(s) continentale(s) | Compétition(s) continentale(s) | Compétition(s) continentale(s) | Supercoupe UEFA | Supercoupe UEFA | Total | Total |
| Saison                | Club                     | Division              | M.          | B.          | M.              | B.              | M.                | B.                | M.         | B.         | Comp.                          | M.                             | B.                             | M.              | B.              | M.    | B.    |
| 2008-2009             | Olympique lyonnais       | Ligue 1               | 1           | 0           | -               | -               | -                 | -                 | -          | -          | C1                             | -                              | -                              | -               | -               | 1     | 0     |
| 2009-2010             | Olympique lyonnais       | Ligue 1               | 2           | 0           | -               | -               | -                 | -                 | -          | -          | C1                             | 1                              | 0                              | -               | -               | 3     | 0     |
| 2010-2011             | Olympique lyonnais       | Ligue 1               | 8           | 0           | -               | -               | -                 | -                 | -          | -          | C1                             | 1                              | 0                              | -               | -               | 9     | 0     |
| 2011-2012             | Olympique lyonnais       | Ligue 1               | 1           | 0           | -               | -               | -                 | -                 | -          | -          | C1                             | -                              | -                              | -               | -               | 1     | 0     |
| Sous-total            | Sous-total               | Sous-total            | 12          | 0           | -               | -               | -                 | -                 | -          | -          | -                              | 2                              | 0                              | -               | -               | 14    | 0     |
| 2012-2013             | OGC Nice                 | Ligue 1               | 37          | 0           | 2               | 0               | 2                 | 1                 | -          | -          | -                              | -                              | -                              | -               | -               | 41    | 1     |
| 2013-2014             | OGC Nice                 | Ligue 1               | 34          | 2           | 3               | 0               | 2                 | 1                 | -          | -          | C3                             | 2                              | 0                              | -               | -               | 41    | 3     |
| Sous-total            | Sous-total               | Sous-total            | 71          | 2           | 5               | 0               | 4                 | 2                 | -          | -          | -                              | 2                              | 0                              | -               | -               | 82    | 4     |
| 2014-2015             | Séville FC               | Liga                  | 18          | 1           | 5               | 1               | -                 | -                 | -          | -          | C3                             | 9                              | 0                              | -               | -               | 32    | 2     |
| 2015-2016             | Séville FC               | Liga                  | 29          | 0           | 8               | 0               | -                 | -                 | -          | -          | C1+C3                          | 6+7                            | 0+1                            | -               | -               | 50    | 1     |
| 2016-2017             | Séville FC               | Liga                  | 5           | 0           | 2               | 0               | -                 | -                 | -          | -          | C1                             | 1                              | 0                              | 1               | 0               | 9     | 0     |
| Sous-total            | Sous-total               | Sous-total            | 52          | 1           | 15              | 1               | -                 | -                 | -          | -          | -                              | 23                             | 1                              | 1               | 0               | 91    | 3     |
| 2016-2017             | Borussia Mönchengladbach | Bundesliga            | 1           | 0           | -               | -               | -                 | -                 | -          | -          | C3                             | 1                              | 0                              | -               | -               | 2     | 0     |
| 2017-2018             | Tigres UANL              | Liga MX               | 6           | 0           | 1               | 0               | -                 | -                 | -          | -          | LCC                            | 1                              | 0                              | -               | -               | 8     | 0     |
| 2018-2019             | AS Saint-Étienne (prêt)  | Ligue 1               | 36          | 3           | 2               | 0               | -                 | -                 | -          | -          | -                              | -                              | -                              | -               | -               | 38    | 3     |
| 2019-2020             | AS Saint-Étienne (prêt)  | Ligue 1               | 15          | 0           | 4               | 1               | 1                 | 0                 | -          | -          | C3                             | 6                              | 1                              | -               | -               | 26    | 2     |
| 2020-2021             | AS Saint-Étienne         | Ligue 1               | 24          | 0           | 1               | 0               | -                 | -                 | -          | -          | -                              | -                              | -                              | -               | -               | 25    | 0     |
| 2021-2022             | AS Saint-Étienne         | Ligue 1               | 30          | 2           | 3               | 0               | 0                 | 0                 | 0          | 0          | -                              | 0                              | 0                              | 0               | 0               | 33    | 2     |
| Sous-total            | Sous-total               | Sous-total            | 105         | 5           | 10              | 1               | 1                 | 0                 | -          | -          | -                              | 6                              | 1                              | -               | -               | 122   | 7     |
| 2022-2023             | FC Schalke 04            | Bundesliga            | 1           | 0           | -               | -               | -                 | -                 | -          | -          | -                              | -                              | -                              | -               | -               | 1     | 0     |
| 2023-2024             | Paris FC                 | Ligue 2               | 12          | 1           | 1               | 0               | -                 | -                 | -          | -          | -                              | -                              | -                              | -               | -               | 13    | 1     |
| 2024-2025             | Paris FC                 | Ligue 2               | 31          | 2           | 1               | 0               | -                 | -                 | -          | -          | -                              | -                              | -                              | -               | -               | 32    | 2     |
| Sous-total            | Sous-total               | Sous-total            | 43          | 3           | 2               | 0               | -                 | -                 | -          | -          | -                              | -                              | -                              | -               | -               | 45    | 3     |
| Total sur la carrière | Total sur la carrière    | Total sur la carrière | 291         | 11          | 33              | 2               | 5                 | 2                 | 0          | 0          | -                              | 35                             | 2                              | 1               | 0               | 365   | 17    |

## Palmarès

### En club
| Olympique lyonnais (2)                                                                                          | Séville FC (2)                                                                        | Tigres UANL (1)                                         | AS Saint-Étienne                      | Paris FC                          |
| --- | ------------------------------------------------------------------------------------- | ------------------------------------------------------- | ------------------------------------- | --------------------------------- |
| - Championnat de France - Vice-champion en 2010 - Championnat de France des réserves - Champion en 2009 et 2010 | - Ligue Europa - Vainqueur en 2015 et 2016 - Supercoupe de l'UEFA - Finaliste en 2016 | - Championnat du Mexique - Champion en 2017 (ouverture) | - Coupe de France - Finaliste en 2020 | - Ligue 2 - Vice-champion en 2025 |

### En sélection nationale
| Équipe de France -17 ans                   | Équipe de France -19 ans (1)               |
| ------------------------------------------ | ------------------------------------------ |
| - Championnat d'Europe - Finaliste en 2008 | - Championnat d'Europe - Vainqueur en 2010 |